# Johannes von Müller
Pour les articles homonymes, voir Johannes Müller (homonymie) et Müller.
Johannes von Müller, né le 3 janvier 1752 à Schaffhouse (Suisse) et mort le 29 mai 1809 à Cassel (Royaume de Westphalie), est un historien suisse.

## Biographie
Johannes von Müller naît à Schaffhouse, où son père est le recteur du gymnasium. Son grand-père maternel, Johannes Schoop (1696-1757), semble être à l'origine de sa passion pour l'histoire. À l'âge de huit ans, il rédige une histoire de Schaffhouse, et à onze ans, il connaît les noms et les dates de tous les rois des quatre grandes familles monarchiques. Il rejoint pour des études de théologie l'université de Göttingen de 1769 à 1771, où son goût pour l'histoire est stimulé par August Ludwig Schlözer. En juillet 1771, il commence un résumé de l'histoire de la Suisse, pour un éditeur de Halle-sur-Saale, sans parvenir à l'achever, trop occupé qu'il est par ses études théologiques et par la préparation d'un essai en latin, Bellum cimbricum, publié en 1772.
Après avoir obtenu son diplôme en théologie en avril 1772, il devient professeur de grec au Collegium Humanitatis de Schaffhouse. Il consacre ses loisirs à l'étude des chroniques et documents historiques de la Suisse. Au début de 1774, sur l'avis de son ami Charles Victor de Bonstetten, il abandonne son poste au Collegium et devient professeur particulier auprès de la famille Tronchin à Genève. En 1775, il démissionne et se joint à divers amis, tel que Francis Kinloch (en) de Caroline du Sud, à Genève et Vaud, afin de devenir historien. Ayant rassemblé une documentation conséquente, il débute la rédaction de son œuvre au printemps 1776, qui est imprimée durant l'été 1777. Des difficultés, soulevées par la censure, en gèlent la publication.
En 1778 et 1779 von Müller prépare plusieurs chapitres d'une histoire universelle — mis à jour entre 1782 et 1784 — qui sont publiés une première fois en 1811 sous le titre Vierundzwanzig Bücher allgemeiner Geschichte et qui font l'objet de nombreuses rééditions par la suite. En 1780, il fait publier son premier volume — traitant de l'histoire jusqu'en 1388 — de son Geschichten der Schweizer à Boston, officiellement, afin d'éviter la censure, et de façon plus pragmatique à Bern ; l'ouvrage reçoit un accueil favorable. En 1781, il publie à Berlin et en français ses Essais historiques. Durant son séjour berlinois, il obtient un entretien avec Frédéric II, dans l'espoir de se voir attribuer un emploi, mais sans succès. Sur le chemin de retour vers la Suisse, le grave du Hesse-Cassel lui offre le poste de professeur d'histoire. Il demeure à Cassel jusqu'en 1783. Il publie en 1782 Reisen der Päpste, un ouvrage dans lequel transparaît une inclinaison vers le catholicisme aux côtés de doutes sur la politique hégémonique de l'empereur Joseph II.
Lors de son retour à Genève en 1783, il accepte un emploi de lecteur auprès de son ancien patron, Tronchin, et retravaille alors son ouvrage de 1780. Afin d'améliorer sa situation financière, il accepte en 1786 le poste de bibliothécaire de Frédéric-Charles Joseph d'Erthal, prince-évêque de Mayence et évêque de Worms. L'influence de ce dernier auprès de l'empereur Léopold II lui permet d'obtenir un titre de noblesse. En 1791, il publie le premier volume (qui s'étend jusqu'en 1412) et deux années plus tard, le deuxième (qui couvre la période jusqu'en 1436) de la version définitive de son Histoire de la Suisse, qui jouit par la suite d'une grande renommée. En 1787, il entre au service de l'empereur d'Autriche François Ier, en tant que conseil aulique impérial.
Il séjourne à Vienne durant de nombreuses années et y devient bibliothécaire en chef de la bibliothèque impériale en 1800. Dans l'entremise, il publie en 1795 le troisième volume (période s'étendant jusqu'en 1443) de son Histoire de la Suisse. En 1804, il est nommé historiographe, conseiller militaire et membre de l'Académie royale des sciences de Prusse, en poste à Berlin. En 1805 paraît le quatrième volume (jusqu'en 1475) de l'Histoire de la Suisse. Il édite les travaux de Johann Gottfried von Herder et rédige plusieurs traités pour l'Académie, comprenant Über die Geschichte Friedrich's II, qui relate l'histoire de Frédéric II de Prusse.
En novembre 1806, il rencontre Napoléon Ier, peu après la bataille d'Iéna et accepte à la fin de 1807 d'en devenir le secrétaire d'État pour le royaume de Westphalie ; il devient en 1808 conseiller privé et directeur général de l'Instruction publique. Vers la fin de 1808 il publie le cinquième volume (qui s'étend jusqu'en 1489) de son grand œuvre.
Il meurt à Cassel le 29 mai 1809.

## Œuvre
L'œuvre de von Müller a été publiée par son frère, Johann Georg Müller (1759-1819), élève de Johann Gottfried von Herder, en 27 volumes entre 1810 et 1819 à Tübingen ; elle a été rééditée en 40 volumes à Stuttgart entre 1831 et 1835. Les volumes 1 à 3 contiennent une version en allemand révisée, bien qu'inachevée, de l’Histoire universelle. L'Histoire de la Suisse est ensuite rééditée à Leipzig et Zurich en 15 volumes entre 1824 et 1853, complétée par Robert Glutz-Blotzheim (couvrant une période qui s'étend jusqu'en 1517), Johann Jakob Hottinger (jusqu'en 1531), Louis Vulliemin (jusqu'en 1712) et Charles Monnard (jusqu'en 1815). Une traduction française de l'édition en langue allemande apparaît en 18 volumes à Paris et Genève entre 1837 et 1851.
Des travaux mineurs sont encore à noter, tels que Essais historiques (publiés en français sous les auspices de Frédéric II), Reisen der Päpste (nouvelle édition d'Aix-la-Chapelle en 1831, traduite en français en 1859) et Vierundzwanzig Bücher allgemeiner Geschichten (ouvrage en 3 volumes publié en 1811 à Tübingen et qui a fait l'objet de nombreuses rééditions).
Des lettres de von Müller à Füsslin (1771-1807) ont été publiées à Zurich en 1812 ; celles adressées à Charles Bonnet sont parues à Stuttgart en 1835. De nombreux courriers à des amis divers ont été publiés par Maurer-Constant entre 1839 et 1840 ; ceux reçus de son frère Johann Georg Müller, ont été édités par Eduard Haug à Frauenfeld en deux volumes en 1893 et par André Weibel à Göttingen en six volumes entre 2009 et 2011.